# Thích Trí Tịnh
Thích Trí Tịnh, né le 17 octobre 1917 à My Luong, district de Lap Vo, province de Dong Thap, et mort le 28 mars 2014, est un moine bouddhiste vietnamien, patriarche (Tăng Thống) de l’Église bouddhiste unifiée du Vietnam.

## Biographie
Thích Trí Tịnh meurt le 28 mars 2014 à la pagode de Van Duc à Hô Chi Minh-Ville à l’âge de 96 ans.

## Distinctions

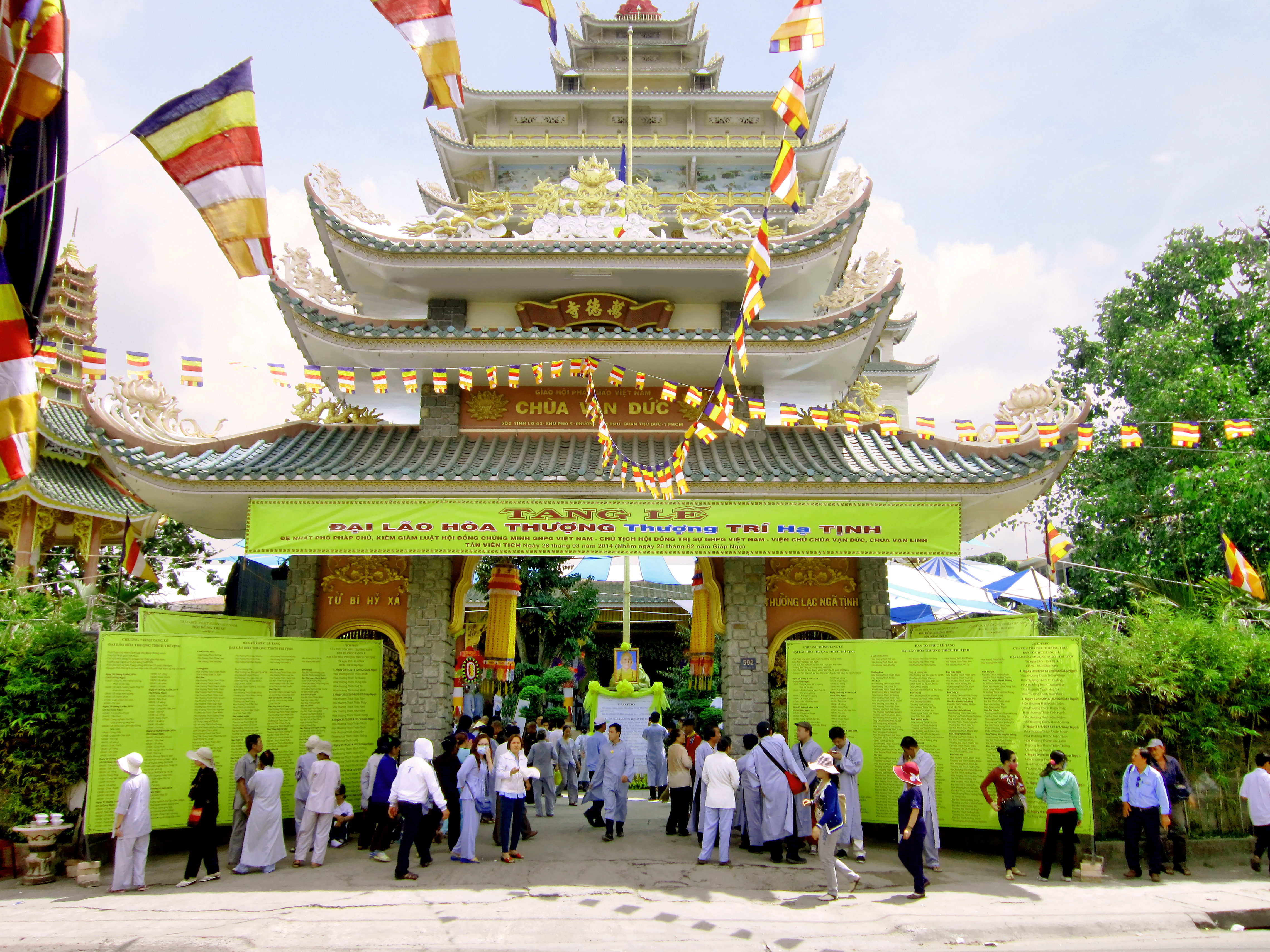
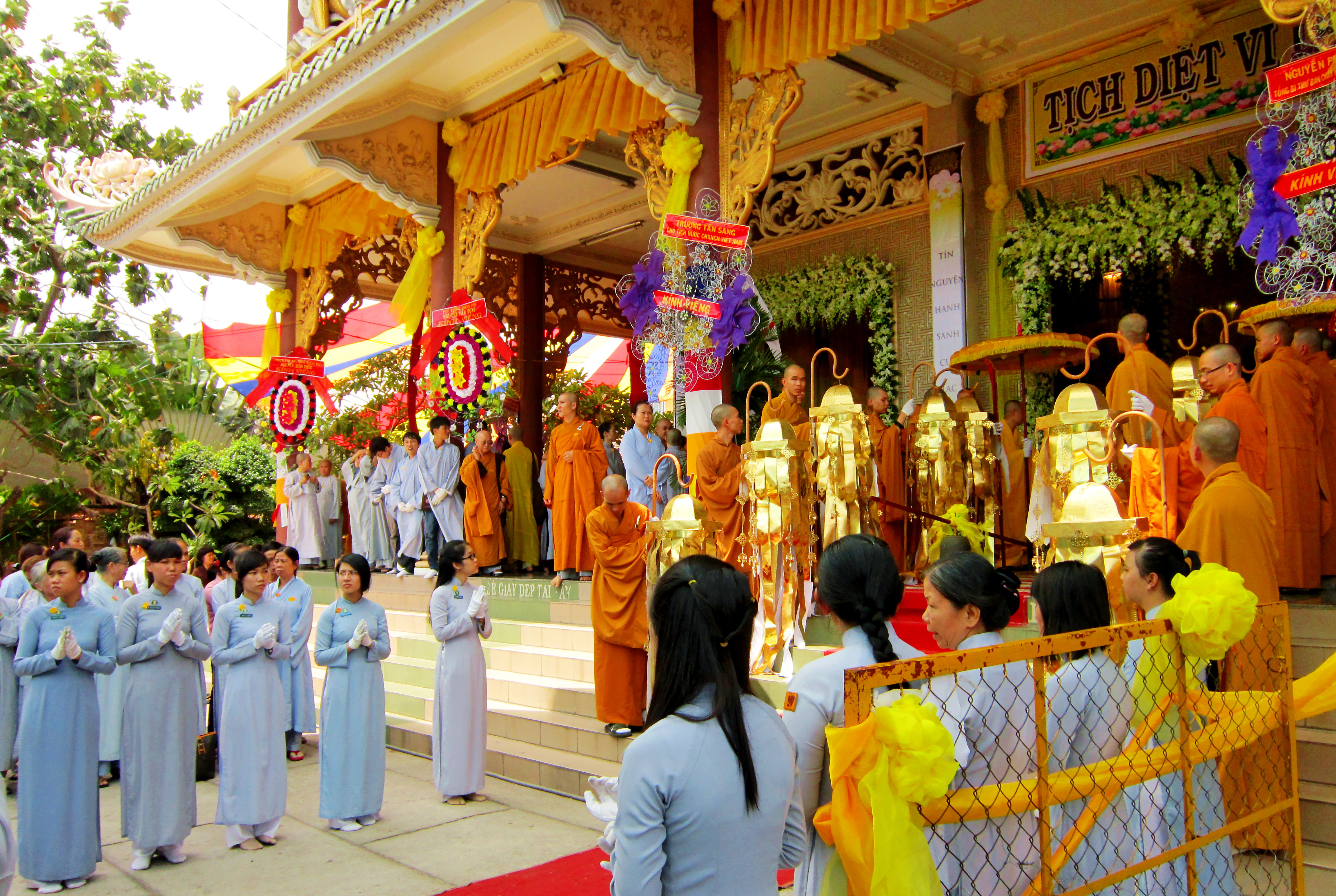
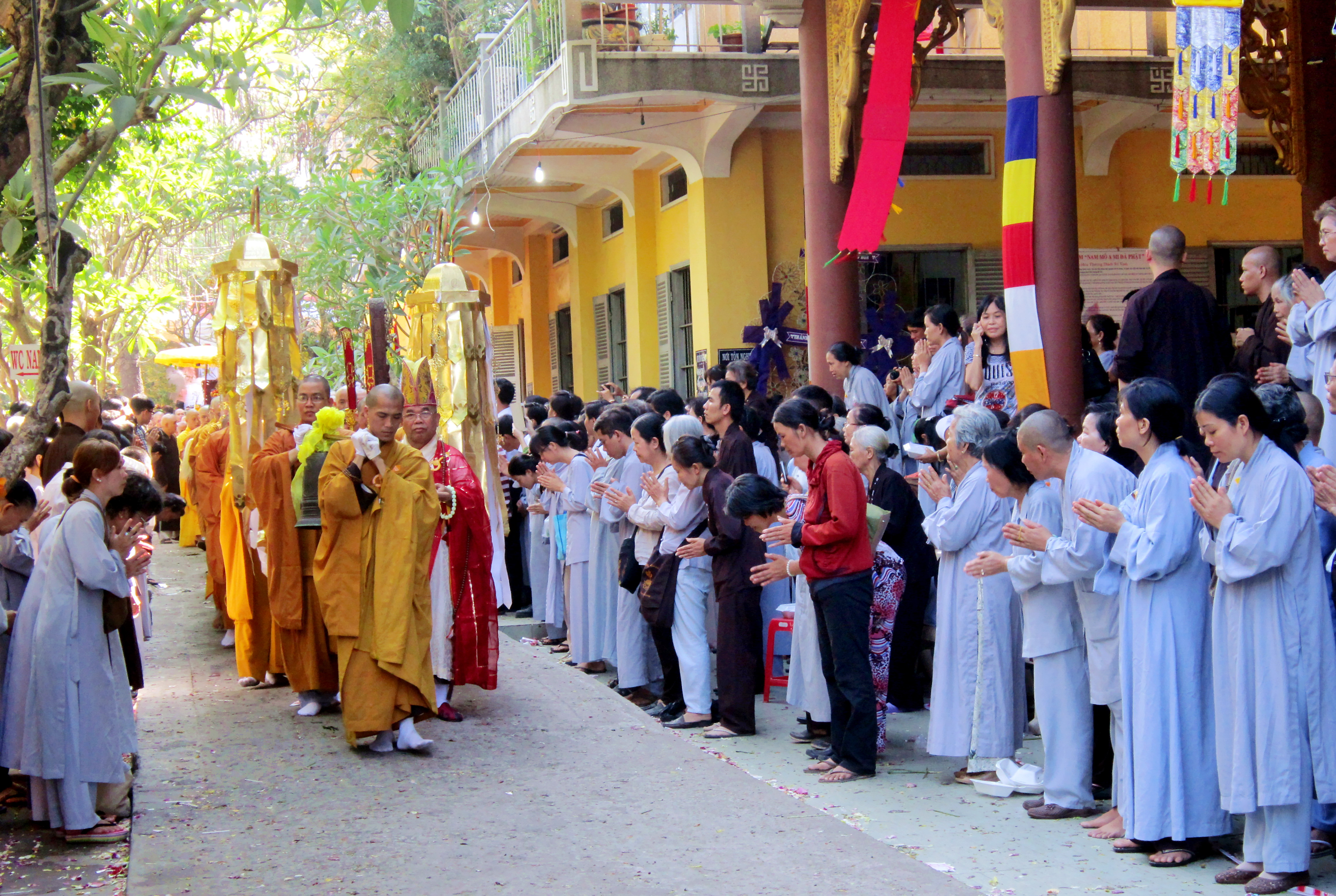

- Ordre de Ho Chi Minh
- Ordre de l’Indépendance de première classe